# Pseudostrandiella helonoides
Pseudostrandiella helonoides är en stekelart som beskrevs av Josef Fahringer 1936. Pseudostrandiella helonoides ingår i släktet Pseudostrandiella och familjen bracksteklar. Inga underarter finns listade i Catalogue of Life.